# Al-Zafir
al-Zafir, död 1154, var en egyptisk regent. Han var Egyptens regent mellan 1149 och 1154.